# Iser Solomon
Pour les articles homonymes, voir Solomon.
Iser Solomon, né le 14 août 1880 à Bucarest et mort le 13 janvier 1939 à Paris, est un médecin franco-roumain, radiologue en chef de l'hôpital Saint-Antoine, pionnier de la radiologie et de la radiothérapie en France.

## Biographie
Iser Solomon est le fils d'Adolphe et Berthe Solomon. Il était médecin et chercheur en radiothérapie, un des pionniers de la discipline,,. Il quitte la Roumanie dans sa jeunesse pour venir travailler à Paris comme externe des hôpitaux, notamment à l'Hôpital Saint-Antoine. Il occupe, dans le service d'Antoine Béclère, la fonction de directeur du service général de radiologie. 
Il épouse Alice Habib, née le 12 février 1883 à Constantinople. Ils ont trois enfants: André, médecin généraliste puis radiologue, Arlette, gynécologue, et le physicien Jacques Solomon (1908-1942), résistant fusillé en 1942 au Mont Valérien. Iser Solomon est décédé dans le 9e arrondissement de Paris en 1939, des suites d'une maladie provoquée par ses travaux. 
Il est l'inventeur de l'« ionomètre Solomon », qui permet aux médecins, non seulement de connaître les doses exactes employées, mais aussi de comparer les résultats avec ceux obtenus par leurs collègues de tous les pays,. Il travailla aussi à la mise au point des doses et de la technique des rayons X dans les maladies les plus diverses.
Il existe une rue du Docteur Iser Solomon, à Hénonville. Le 18 septembre 2016, l'association des Amis du Château d’Hénonville pose une plaque commémorative sur la maison de la famille Solomon en présence de la famille,,.

## Parcours
Iser Solomon était licencié ès sciences physiques de la Faculté des sciences de Paris et docteur en médecine de la Faculté de médecine de Paris. 
Il a été externe des hôpitaux de Paris, puis radiologiste des hôpitaux en 1918 et radiologiste de l’hôpital Saint-Antoine de 1916 à 1939. 
Il était le président du comité exécutif de la Commission internationale de protection radiologique, ainsi que le directeur du laboratoire d’étalonnage des ionomètres, appareils de mesure et substances radioactives de l’hôpital Saint-Antoine. 
Il a été conseiller municipal d’Hénonville et président d’honneur des Anciens combattants d’Hénonville.

## Membre de sociétés savantes
- Membre de la Société française de radiologie et d’électrologie
- Membre du comité de rédaction du journal de radiologie et d’électrologie
- Membre de la Société française de radiothérapie
- Membre de la Société belge de radiologie
- Membre de la Société royale de radiologie (Italie)
- Membre d’honneur de la Société de radiologie d’Autriche
- Membre correspondant de l’Académie nationale de Colombie
- Membre de la Société française pour la lutte contre le cancer
- Membre de la Société française d’hématologie,
- Membre de la Société française de physique

## Distinctions
- Prix Infroit de l’Académie nationale de médecine
- Chevalier de la Légion d’Honneur
- Médaille de bronze décernée par la Fondation Carnegie aux héros civils de la science[12]

## Publications
- Traitement de l'ectopie testiculaire : rôle de la glande interstitielle (étude critique), 1906[13].
- La radiothérapie profonde, Paris, Masson et Cie, 1923[14],[15].
- Rayons X et coagulation sanguine : applications thérapeutiques, avec Philippe Pagniez et André Ravina, Paris, Masson, 1924.
- Pyélographies et pyélonéphrite gravidique, avec Edmond Lévy-Solal et Emile Misrachi, 1926.
- Précis de radiothérapie profonde, avec une préface du docteur Antoine Béclère, 512 pages, Paris, Masson, 1926[16].
- Contribution à l'étude de la pathogénie des pyélonéphrites gravidiques, avec Edmond Lévy-Solal et Emile Misrachi, 1927.
- L'Emploi des rayons X dans un but hémostatique, avec Philippe Pagniez, 1929.
- Paraplégie avec signes de compression médullaire par arachnoïdite sans tumeur. Guérison clinique complète après laminectomie et radiothérapie, avec Marcel Faure-Beaulieu et Thierry de Martel, 1929.
- Radiothérapie et physiopathologie des polyglobulies d'origine cardio-pulmonaire, avec Lucien Rouquès et Philippe Pagniez, 1930.
- Le Traitement par les rayons X des polyglobulies et spécialement de certaines polyglobulies secondaires, avec Ferdinand Bardin, Lucien Rouquès et Philippe Pagniez, 1930.
- La roentgenthérapie, ses indications cliniques, 208 pages, collection Le Compendium Médical, L'Expansion Scientifique Française, Paris, 1930[17].
- La roentgenthérapie des affections inflammatoires, avec Paul Gibert, Paris, Masson, 1935[18].